# Герб Радомишля
Герб Радоми́шля — офіційний символ міста, затверджений 28 серпня 2021 року постановою № 518, 9 сесії VIII скликання. Затвердження нового герба є поверненням до першооснови герба. Вигляд голубів на гербі дуже нагадує малий герб України — Тризуб.

## Опис
На синьому полі гербового щита три срібні голуби, два вгорі і один унизу, із вогняними полум'яниками (смолоскипами) у дзьобах.

## Історичні герби міста
1796 року затверджений герб міста Радомисль, який увійшов до складу Російської імперії. Він складався зі щита, поділеного на дві частини. У верхній частині на жовтому тлі зображений чорний двоголовий орел — символ Російської імперії — з древнім гербом Волині на грудях — чотирикінцевим хрестом, означаючи належність Радомисля до Волинського намісництва. В нижній частині герба на синьому фоні зображувалися три срібні голуби у стрімкому польоті з палаючими смолоскипами. Цей сюжет взято з історії іншого міста — Іскоростеня (Коростеня), відомого з історії покаранням древлян княгинею Ольгою. З яких причин перенесено геральдмейстром коростенські події на герб Радомисля — не відомо. Хоча при складанні гербів міст ґрунтовно вивчалася їх історія. Є також припущення краєзнавця XIX століття Л. Похилевича, що розправа княгині Ольги була не над Коростенем, а над Коростишевом, і, можливо, в ньому перебувала столиця древлян.
Також існував проект Бориса Кене 1859 року: в лазуровому полі три срібних голуба зі смолоскипами. У вільній частині — герб Київської губернії. Щит увінчаний срібною міською короною з трьома вежами та обрамований двома золотими колосками, оповитими Олександрівською стрічкою. Затвердження не отримав.
26 травня 1995 року, рішенням міської ради 3 сесії 22 скликання [Архівовано 11 лютого 2018 у Wayback Machine.], був затверджений наступний герб: унизу — три голуби, які несуть у дзьобах лаврові гілки, угорі — зображення Тризуба, річки Тетерів та вежі. Слід зазначити, що використання зображення Тризуба, як малого державного герба України, в міських гербах суперечить законодавству, а використання пейзажних зображень річки та вежі суперечить правилам геральдики.

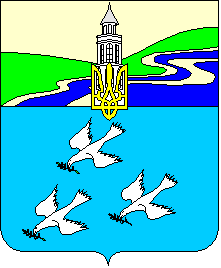
Герб Радомишля 1995 року
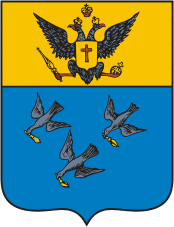
Герб Радомишля 1796 року
Проєкт герба 1859 року